# Дорог
До́рог (венг. Dorog, нем. Drostdorf) — город (с 1984 года) на северо-востоке Венгрии, в медье Комаром-Эстергом. Население Дорога по данным на 2008 год — 12 353 человека.

## История
Дорог и его окрестности — территория, населённая со времён каменного века. Здесь можно обнаружить следы поселений кельтов, позднее римлян. Множество археологических находок свидетельствует об их жизни, культуре. Вслед за римлянами здесь властвовали гунны, авары, франки, затем территорию заняли славянские и германские племена. Среди письменных памятников тех времен, когда поселившиеся здесь венгры стремились укрепить своё положение, когда начинала складываться государственная жизнь, уже в 1181 году упоминается Дорог. Поселение в те времена было родовым поместьем Хунт-Пазманов (Hont-Pázmány), затем в 1287 году в результате обмена перешло в руки эстергомского капитула, однако было завоевано Истваном Чаком (Csák István) и лишь после свержения власти Мате Чака вновь стало собственностью капитула.

## Виды

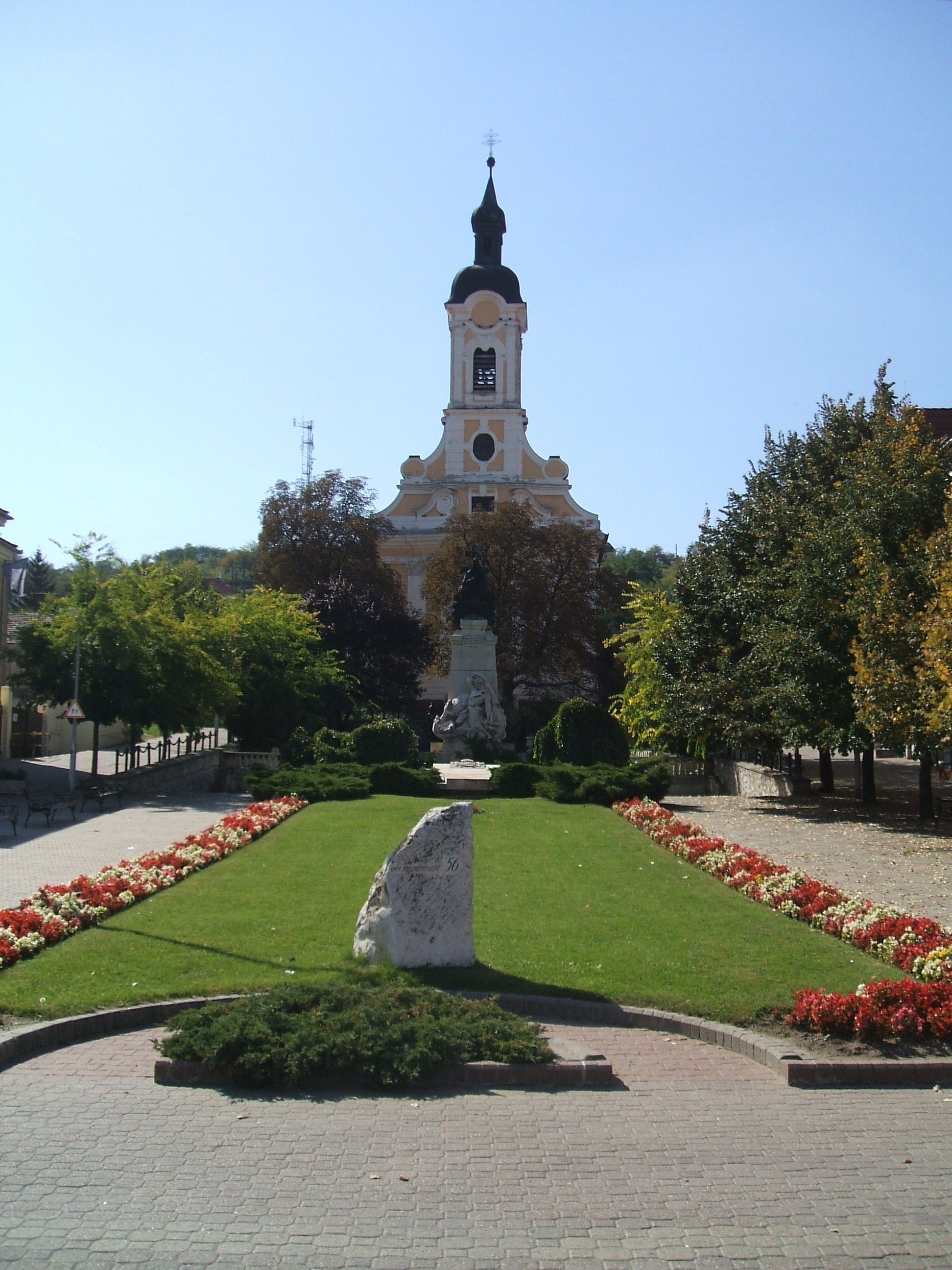
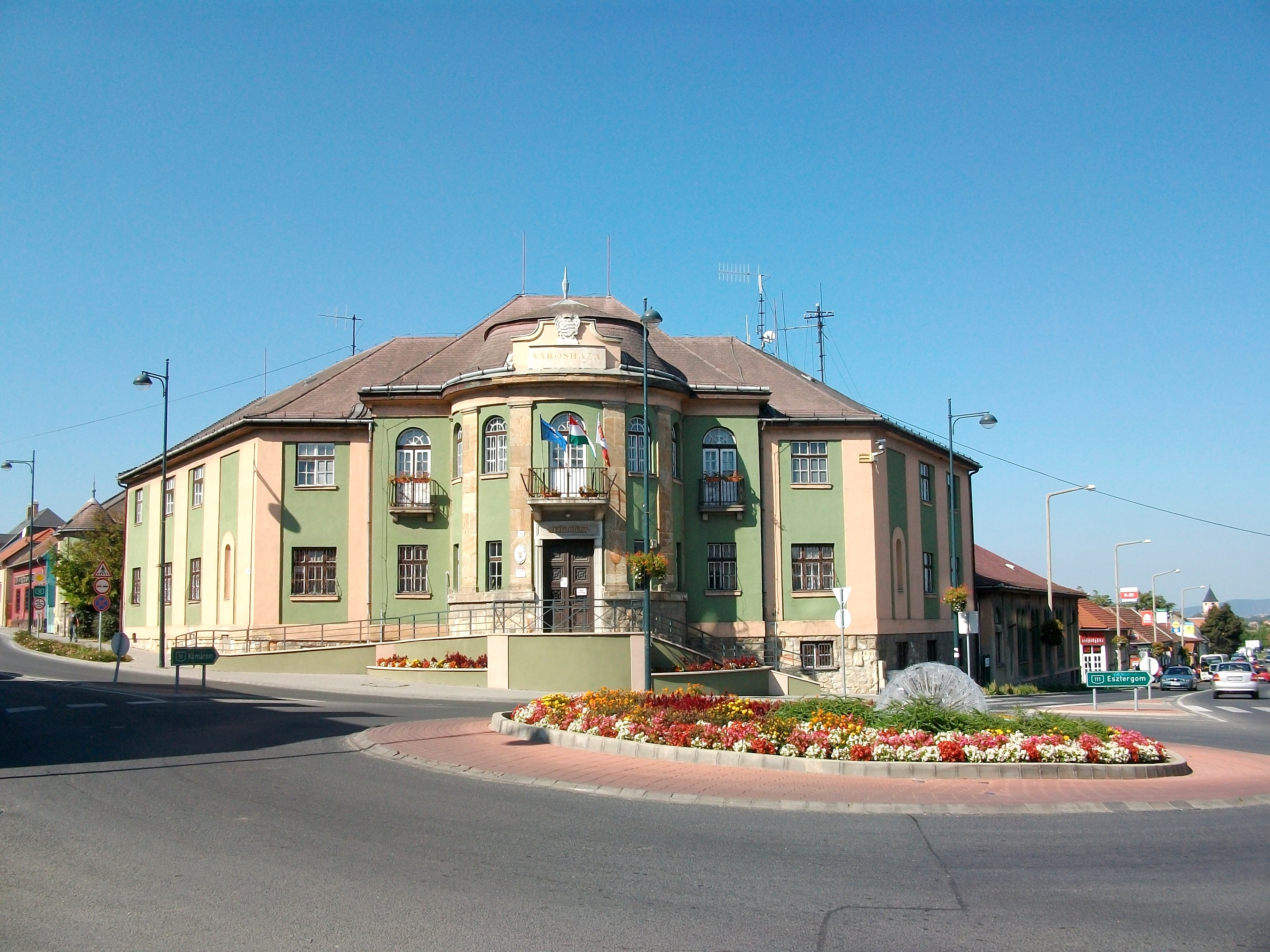
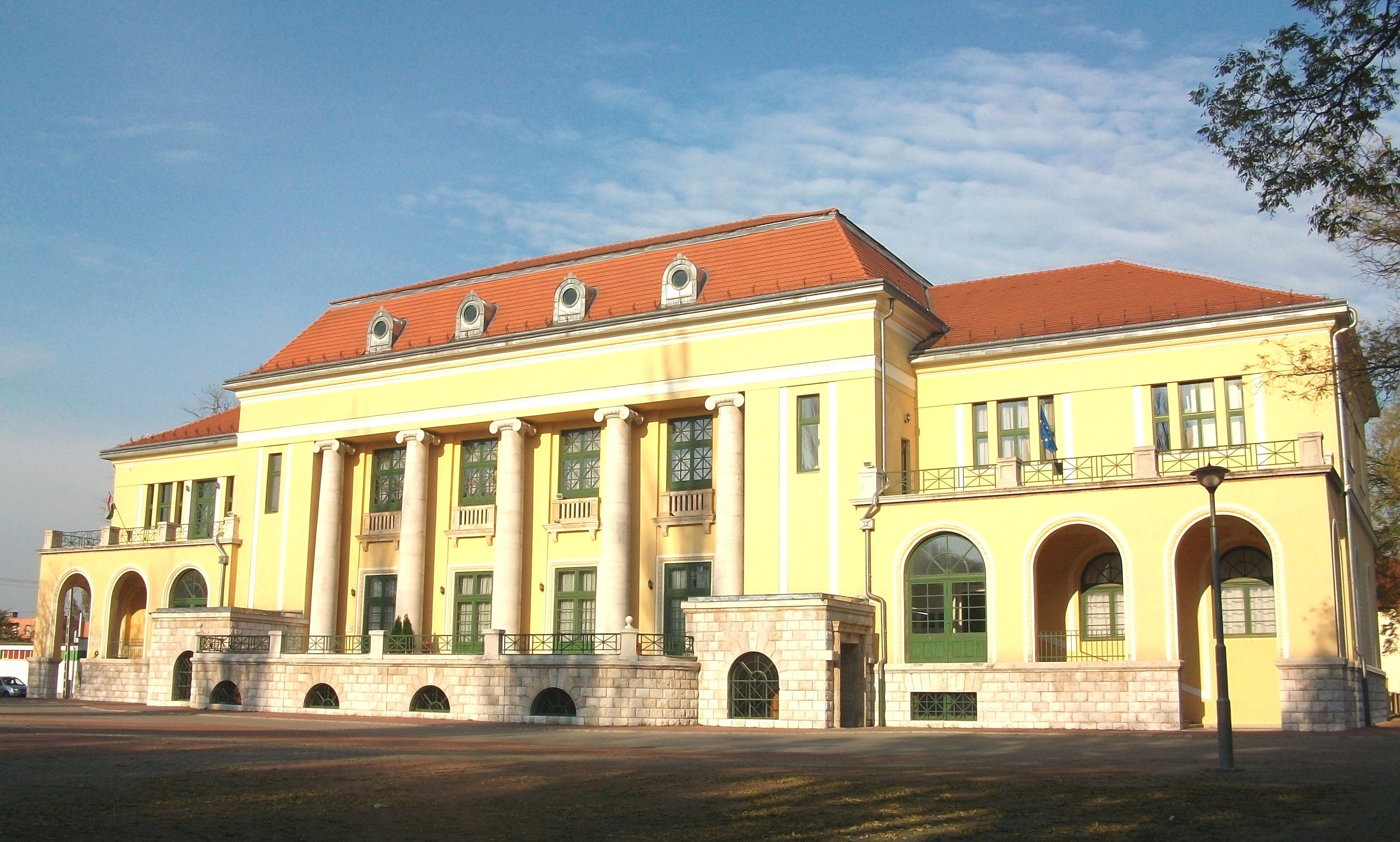
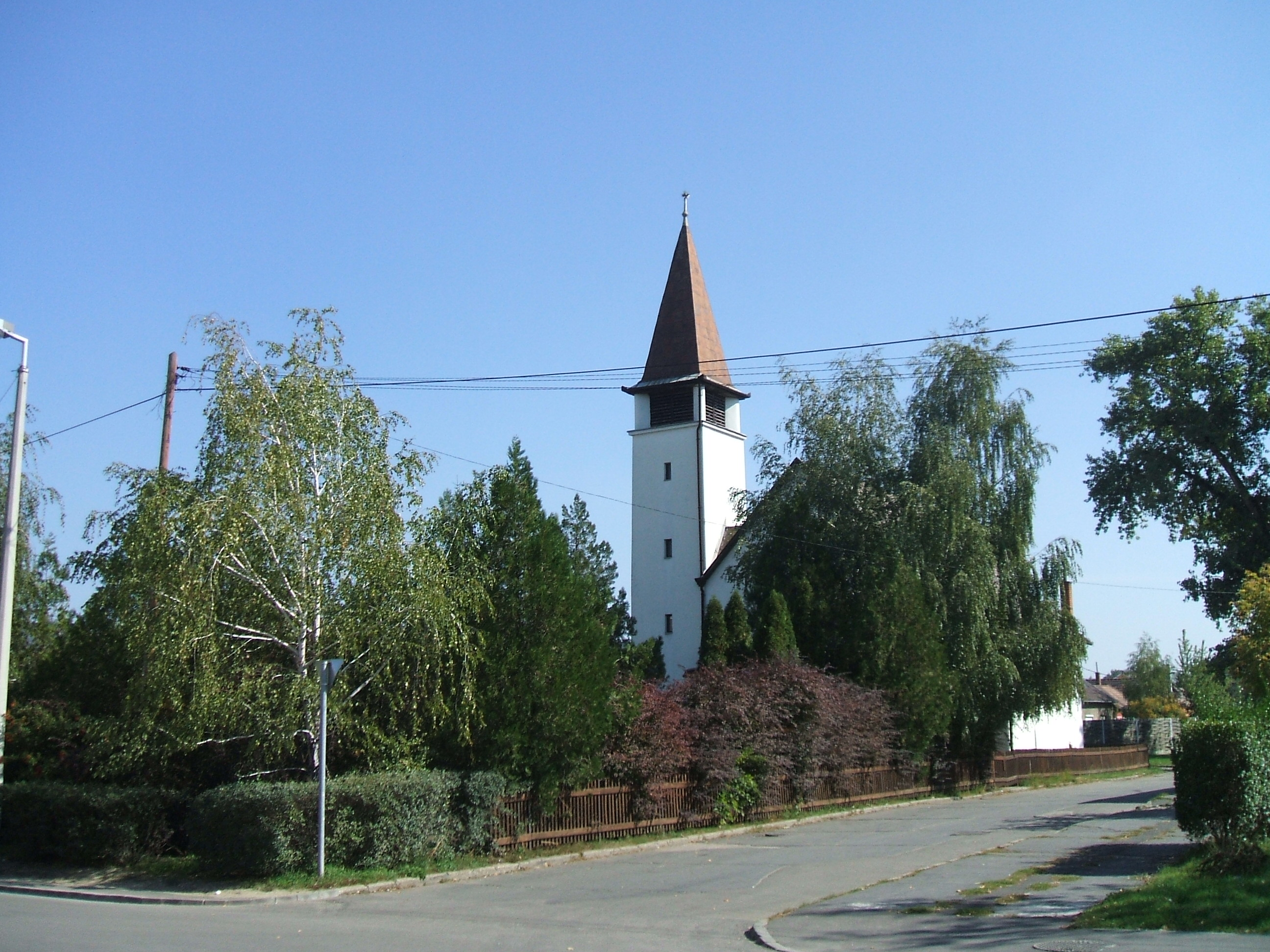
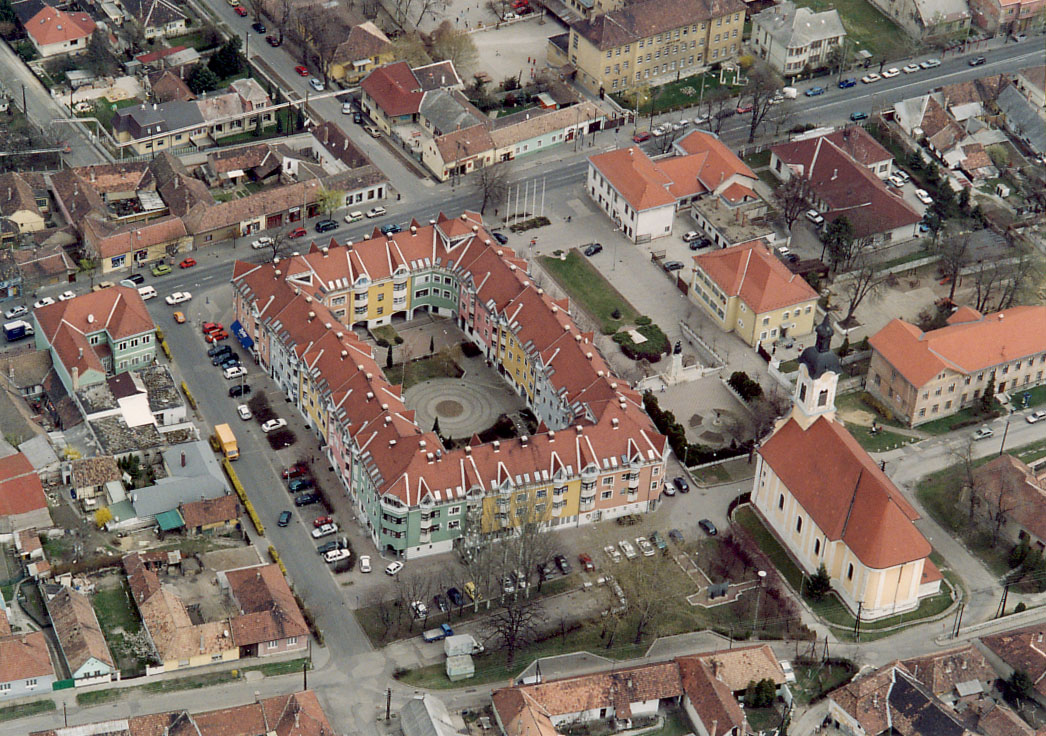
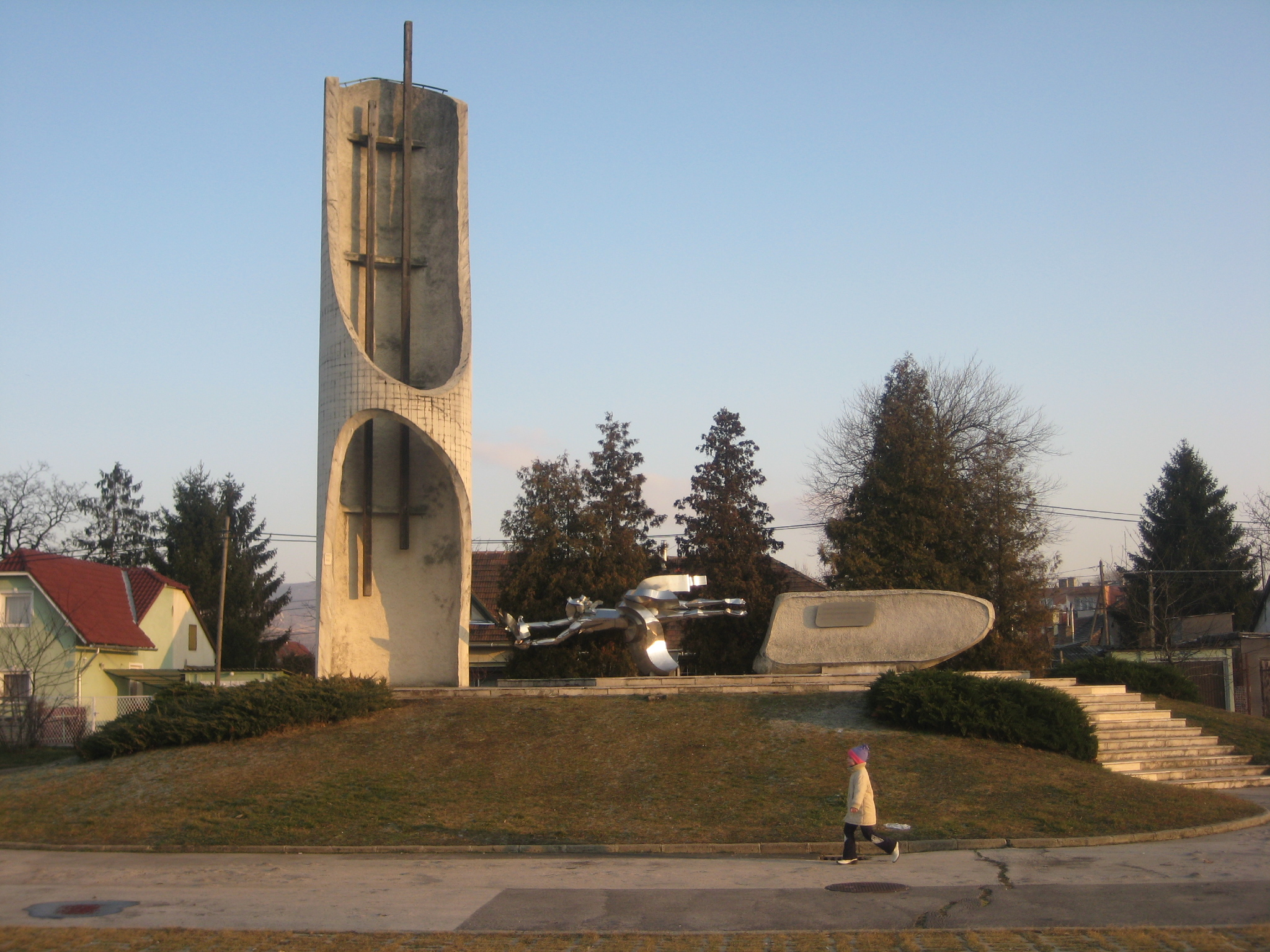

### Демографическая история
Население:
| год  | население |
| ---- | --------- |
| 1870 | 1161      |
| 1900 | 1966      |
| 1910 | 1949      |
| 1920 | 3943      |
| 1930 | 5863      |
| 1941 | 8182      |
| 1949 | 8855      |
| 1960 | 9994      |
| 1970 | 10744     |
| 1980 | 11844     |
| 1990 | 12798     |
| 1995 | 13211     |
| 2001 | 12609     |
| 2007 | 12209     |
| 2008 | 12353     |

| Год  | Численность | Численность |
| ---- | ----------- | ----------- |
| 2013 | 11 905      | [ 4 ]       |
| 2014 | 11 870      | [ 5 ]       |
| 2015 | 11 883      | [ 6 ]       |
| 2021 | 11 225      | [ 7 ]       |
| 2022 | 11 379      | [ 8 ]       |
| 2023 | 11 424      | [ 9 ]       |
| 2024 | 11 423      | [ 1 ]       |